# Götter, Helden und Wieland
Götter, Helden und Wieland ist eine Satire von Johann Wolfgang Goethe, geschrieben im Stil der Totengespräche Lukians im Herbst 1773. Die gedruckte Fassung lag im März 1774 vor.

## Wieland, Goethe und die Empfindsamkeit
Wieland ging 1772 nach Weimar und blieb dort. Als Prinzenerzieher am Hofe, als Herausgeber der belletristischen Zeitschrift Der Teutsche Merkur und als Buchautor hatte er sich materiell abgesichert. Für seinen Merkur, den er bis 1789 herausgab, ersann und schrieb er ständig eigene Beiträge.
Wieland musste seinen Beitrag zur Unterhaltung bei Hofe leisten. Er schrieb, angeregt durch Glucks Alceste (1767), 1773 zusammen mit dem Kapellmeister Anton Schweitzer das Singspiel Alceste in deutscher Sprache und ließ es durch die Seylersche Truppe in Weimar aufführen. Im ersten Band des Teutschen Merkur vom Januar–März 1773 brachte er die Briefe an einen Freund. Darin stellte er die Empfindsamkeit – die Tugendhaftigkeit der Figuren in seinem Singspiel Alceste – gegen das Heroische der idealen Helden in Euripides’ antiker Trägodie Alkestis heraus. Wieland besprach Fehler des Euripides.
Das ging dem jungen Goethe in Frankfurt, der die Autoren der griechischen Antike sachtem, glattem Rokoko entschieden vorzog, über die Hutschnur. So schrieb er unbedacht, in jugendlichem Leichtsinn stürmend und drängend, die gewagte Farce Götter, Helden und Wieland – angeblich an einem Nachmittag. Zu allem Überfluss wurde das Werk auch noch gedruckt. Der Titel enthält eine direkte Anspielung – lies: Götter, Helden und Wieland.
Wieland reagierte weltmännisch, indem er den Druck im Merkur anzeigte und Goethes Farce in der Juni-Ausgabe 1774 seiner Zeitschrift als Meisterstück von Persiflage lobte.
Goethe, dem der Wind aus den Segeln genommen war, erhielt durch seine Freunde Karl Ludwig von Knebel und Friedrich Heinrich Jacobi sowie durch Wielands Jugendfreundin Sophie von La Roche Hilfe beim Friedensschluss und schrieb im Dezember 1774 einen Versöhnungsbrief an Wieland. Goethes Wechsel nach Weimar brachte die Annäherung, die in Goethes Spruch vom Juli 1776 gipfelte: Mit Wieland hab' ich göttlich reine Stunden. Das tröstet mich viel.

## Inhalt
Wieland, mit der Nachtmütze, wird – während seines Nachtschlafs in Weimar – für die Dauer der Farce in das trübe Schattenreich Hades geholt. Dort unten bei den Göttern, Helden und anderen toten Griechen muss sich der Hofrat und Prinzen-Hofmeister zu Weimar im Traum für sein Drama und seine daraufhin geschriebenen fünf Briefe verantworten. Trotz Nachtkleidung macht der Schatten Wielands nicht die schlechteste Figur, wenn er die zahlreichen Angriffe gegen sich und sein Werk abwehrt. Wieland entgegnet Euripides und den Figuren aus seinem Singspiel Alceste lapidar
Mein Publikum, Euripides, ist nicht das Eurige.
Ihr seht das anders an als ich.
Ihr werdet mich das nicht überreden.
Und Wieland spricht beiseite
Sie reden, was sie wollen: mögen sie doch reden, was kümmerts mich.
Kein Lob kommt über die toten Lippen der Griechen. Sie hadern mit dem Schatten ihres teutschen Autors.
- Euripides sei über Wielands unbedeutenden Drama, einem zusammengerührten Brei, fast eingeschlafen. Er muss es als mittelmäßig einstufen. Unverzeihlich – Wieland habe ihn als verunglückten Mitstreiter hingestellt. Euripides kommt nicht darüber hinweg, dass Wieland von Euripides’ Fehlern und Unvollkommenheiten redet, die er – Wieland – vermieden habe. Wieland, der Dichter auf Euripides’ Trümmern, benutze den Terminus Würde der Menschheit, ein Ding, das Gott weiß woher abstrahiert ist. Wieland verschneide zudem Natur und Wahrheit nach Theaterkonventionen und nach und nach aufgeflickten Statuten.
- Admet, der Gatte von Alceste, schlägt in dieselbe Kerbe. Ein wenig ahndungsvolle Ehrfurcht vor dem braven Poeten Euripides wäre doch von Seiten Wielands angebracht gewesen. Admet kann es kaum fassen, er soll dem Wieland so ekelhaft sein, nur weil er nicht sterben mochte.
- Alceste rügt Wielands Zuschauerbeeinflussung – Rührung genannt: Ich bin drüber weggegangen, wie man von einer verstimmten Zither wegweicht. Des Weiteren habe Wieland ihr Opfer (sie war an Admets Stelle in den Hades gegangen) nicht groß genug dargestellt.
- Herkules, der bei Wieland auch nicht gut wegkommt, fragt seinen teutschen Dichter: Hast du die Tugend gesehn, Wieland? Ich bin doch auch in der Welt herumgekommen, und ist mir nichts so begegnet. Und Laster, das ist wieder ein schönes Wort. Herkules spricht zum Schluss Klartext an Wielands Adresse: Hättest du nicht zu lang unter der Knechtschaft deiner Religion und Sittenlehre geseufzt, es hätte noch was aus dir werden können.
Wieland erwacht aus dem Traum.

## Selbstzeugnisse
„Mein garstig Zeug gegen Wieland macht mehr lärm als ich dachte.“

„Ich dachte Wieland sollte sich so albern nicht gebärden.“

„Auf Wielanden hab ich ein schändlich Ding drucken lassen, unterm Titel: Götter, Helden und Wieland, eine Farce. Ich turlupinire ihn auf eine garstige Weise über seine moderne Mattherzigkeit in Darstellung iener Riesengestalten der marckigen Fabelwelt.“

„Abends kam Wieland und wir waren sehr lustig.“